# Cerro Silala
Der Cerro Silala (auch: Cerrito de Silala) ist ein Berggipfel im westlichen Anden-Gebirge an der Grenze zwischen Chile und Bolivien. Mit 5685 m ist er die höchste Erhebung am Rande der Wüste Siloli und wird im Friedensvertrag von 1904 zwischen Chile und Bolivien als einer der Berggipfel aufgeführt, welche nach dem Salpeterkrieg die neu gebildete Grenze zwischen Chile und Bolivien markieren. Auf bolivianischer Seite liegt der Berg im Kanton Quetena in der Provinz Sur Lípez im Departamento Potosí, auf chilenischer Seite in der Región de Antofagasta.
An der Nordflanke des Berges ist eine nahezu kreisrunde Vertiefung mit einem Durchmesser von etwa 500 m zu sehen, bei der es sich vermutlich um einen Meteoriten-Einschlagkrater handelt. Nördlich und westlich des Berges befinden sich die Silala-Quellen, eine Vielzahl von Quellen, die von bolivianischem Territorium nach Chile fließen und um deren Nutzung es immer wieder bilaterale Verhandlungen gegeben hat.